# Томаш Енге
Томаш Енге (на английски: Tomáš Enge) е бивш чешки автомобилен състезател, пилот от Формула 1.
Роден е на 11 септември 1976 година в Либерец, Чехия.